# Sara Persson (Schiedsrichterin)

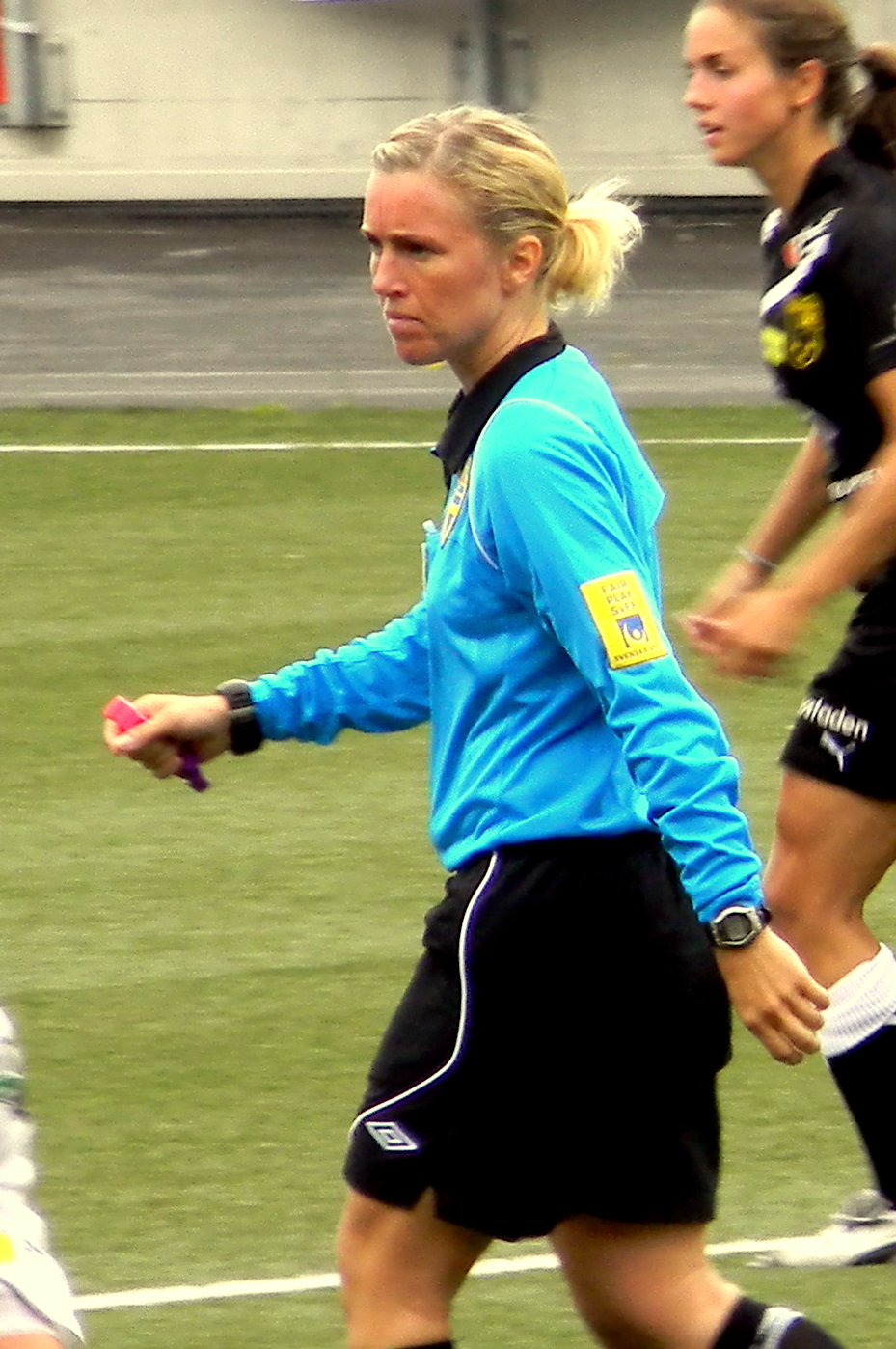
Sara Persson (2011)

Sara Marie Persson (* 15. August 1976) ist eine ehemalige schwedische Fußballschiedsrichterin.
Seit 2011 steht sie auf der Liste der FIFA-Schiedsrichter und leitet internationale Fußballspiele.
In der Saison 2013/14 leitete Persson erstmals Spiele in der Women’s Champions League. Zudem pfiff sie bereits Partien in der EM-Qualifikation für die Europameisterschaft 2017 in den Niederlanden und die EM 2022 in England, in der europäischen WM-Qualifikation für die Weltmeisterschaft 2015 in Kanada, die WM 2019 in Frankreich und die WM 2023 in Australien und Neuseeland sowie Freundschaftsspiele.
Zudem war sie bei der U-17-Europameisterschaft 2014 in England, bei der U-20-Weltmeisterschaft 2016 in Papua-Neuguinea und bei der U-17-Weltmeisterschaft 2018 in Uruguay im Einsatz.
Ende 2022 leitete Persson ihre letzten Fußballspiele.